# Ревун (сигналізація)
Реву́н — назва кількох видів звукових сигнальних пристроїв.
У морській сигналізації ревун — електричний прилад на надводних кораблях і підводних човнах, що використовується подачі звукових сигналів відповідно до спеціальної таблиці, присутньої в Корабельному статуті. Встановлюються також на маяках і буях для подачі в туманну погоду звукових сигналів, чутних на великій відстані. Також ревуном називається звуковий сигнальний пристрій, встановлюваний переважно на буях, що приводиться в дію коливаннями хвиль.
У залізничній сигналізації ревун — пристрій, що поєднує в своїй конструкції тифон і свисток. Приводиться в дію силою стисненого повітря.